# Risdonius parvus
Espèce
Risdonius parvus est une espèce d'araignées aranéomorphes de la famille des Anapidae.

## Distribution
Cette espèce est endémique d'Australie. Elle se rencontre en Tasmanie, au Victoria et en Nouvelle-Galles du Sud.

## Description
Le mâle décrit par Platnick et Forster en 1989 mesure 1,50 mm et la femelle 1,11 mm.

## Publication originale
- Hickman, 1939 : On a dipneumone spider (Risdonius parvus, gen. et sp. n.), the female of which has reduced palpi. Proceedings of the Zoological Society of London, sér. B,  vol. 108, p. 655-660.